# Maatregelen tijdens de coronacrisis in Nederland
Tijdens de covid-19-crisis in Nederland zijn diverse maatregelen genomen door de regering. Op advies van het door het Rijksinstituut voor Volksgezondheid en Milieu (RIVM) opgerichte Outbreak Management Team (OMT) werden in een kort tijdsbestek vele opeenvolgende besluiten genomen. Op maandag 27 januari 2020 traden de eerste preventieve maatregelen in werking.

## Preventieve maatregelen
Op maandag 27 januari 2020 kondigde minister voor Medische Zorg Bruno Bruins aan dat COVID-19, de ziekte veroorzaakt door SARS-CoV-2, is geclassificeerd als A-ziekte. Dit betekent dat inwoners van Nederland meldplicht hebben wanneer ze vermoeden besmet te zijn met het virus, of van anderen vermoeden dat deze besmet zijn met het virus. Tevens kon de minister snel ingrijpen en besluiten nemen dankzij extra ministeriële bevoegdheden.
Deskundigen van het Outbreak Management Team (OMT) hielden screening op de luchthaven Schiphol of het uitdelen van mondkapjes voor niet zinvol. Daar de luchthaven Schiphol geen directe verbindingen met Wuhan onderhield, werden daar geen maatregelen getroffen. Goede hygiëne en afstand bewaren tot zieke mensen werden voldoende geacht. Wel werd de luchthaven voorzien van borden met informatie over de ziekte. Het RIVM en het Erasmus MC stelden tests beschikbaar waarmee vastgesteld kan worden of iemand besmet is met SARS-CoV-2.

### Regeling 2019-nCoV
Met de Regeling 2019-nCoV van de minister voor Medische Zorg van 28 januari werd het virus, en de virusinfectie die het veroorzaakt aangemerkt als infectieziekte behorende tot groep A, bedoeld in artikel 1, onderdeel e, van de Wet publieke gezondheid. Hiermee werden tevens alle bepalingen van deze wet voor infectieziekten behorende tot groep A van kracht voor deze ziekte.
Doordat het virus is aangemerkt als A-ziekte wordt de meldingsplicht geactiveerd. Indien een arts in Nederland bij een door hem onderzocht persoon het coronavirus vermoedt of vaststelt, dient hij dit onverwijld te melden aan de GGD. De GGD meldt dit dan weer onverwijld aan het RIVM.
Ook wordt het hiermee mogelijk om de in de Wet publieke gezondheid opgenomen bestrijdingsmaatregelen, zoals bijvoorbeeld isolatie van (vermoedelijk) geïnfecteerde personen, toe te passen.
Als laatste houdt dit in dat de minister voor Medische Zorg verantwoordelijk wordt voor de leiding van de bestrijding van deze ziekte. Dit betekent dat de minister de maatregelen ter bestrijding vaststelt.

## Maatregelen naar datum van aankondiging
Tot 1 december 2020 waren voor dwingende maatregelen per veiligheidsregio steeds nieuwe versies van noodverordeningen van kracht. Sindsdien zijn er landelijke regelingen op basis van de Tijdelijke wet maatregelen covid-19 (zie onder).

### 2020

#### Maatregelen 5-11 maart 2020
Op donderdag 5 maart 2020 maakte minister Bruins van Medische Zorg bekend dat de landelijke koepel van de GGD mondkapjes en andere beschermingsmiddelen tegen besmettingen zou gaan verdelen over alle medici en zorgverleners in het land.
Op 5 maart werd ook bekendgemaakt dat in een gebouw van het voormalig psychiatrisch ziekenhuis in Bennebroek op de Geestgronden een opvanglocatie zou worden ingericht voor mensen die mogelijk besmet waren met het coronavirus, dit op verzoek van minister Bruins. De opvanglocatie was bedoeld voor mensen die besmet, maar niet ziek zijn of mensen met milde klachten die niet ziek genoeg zijn voor ziekenhuisopname en niet thuis in isolatie kunnen. Hieronder vielen dus ook mensen zonder vaste woon- of verblijfplaats of mensen uit een instelling die daar een risico vormden voor andere bewoners. Tevens zouden besmette passagiers van de ferry Newcastle – IJmuiden en reizigers die op Schiphol aankomen hier worden opgevangen. Deze locatie diende dan ook ter vervanging van de containerwoningen die in Hoofddorp nabij Schiphol waren geplaatst.
Op Vrijdag 6 maart werd voor de inwoners van Noord Brabant geadviseerd thuis te blijven en contacten te beperken bij geringe gezondheidsklachten   
Op maandag 9 maart riepen het Nederlands kabinet en viroloog Jaap van Dissel via een persconferentie op de adviezen nauw te volgen en andere mensen geen hand meer te schudden. Tevens werd opgeroepen dat inwoners van Noord-Brabant zo veel als waar mogelijk vanuit huis werken.
Vanaf dinsdag 10 maart werden grote evenementen in Noord-Brabant afgelast, waaronder festivals, concerten en een carnavalsoptocht in Oosterhout. Een grote beurs op de TU Eindhoven is stopgezet. Ook voetbalwedstrijden in deze provincie vinden geen doorgang. Scholen, cafés en uitgaansgebieden in Noord-Brabant blijven open. Er werd aangeraden om 7 dagen aan sociale onthouding te doen. Evenementen met meer dan 1000 mensen is verboden.

#### Maatregelen 12 maart 2020
Op donderdag 12 maart 2020 kondigde minister Bruins tijdens een persconferentie nieuwe maatregelen voor heel Nederland aan, die geldig zouden zijn tot en met dinsdag 31 maart:
- al bij geringe klachten, zoals verkoudheid of hoesten, al dan niet met koorts: blijf thuis;
- geen bijeenkomsten van meer dan 100 personen;
- werk zo mogelijk thuis.

Minister-president Rutte verdedigde de kabinetsbeslissing om scholen open te laten, met het argument dat sluiting van scholen ertoe zou leiden dat noodzakelijk (zorg)personeel niet aan het werk zou kunnen.
Overtreding van de kabinetsmaatregelen werd niet rechtstreeks strafbaar gesteld, maar de regering heeft de veiligheidsregio's wel opdracht gegeven ze toe te passen / uit te werken. Dit resulteerde in noodverordeningen waarvan overtreding wel strafbaar is. In sommige regio's was alleen het organiseren en faciliteren van een evenement waar meer dan 100 personen gelijktijdig samenkomen strafbaar, in andere ook het bijwonen daarvan.
De Tweede Kamer heeft een motie aangenomen om ouders die gezonde kinderen niet naar school laten gaan, niet te beboeten.
Tijdens deze persconferentie werd er door de Nederlandse overheid voor het eerst gebruikgemaakt van een gebarentolk om de boodschap ook naar doven en slechthorenden goed over te kunnen brengen; Irma Sluis vervulde deze positie en verwierf al snel grote bekendheid met haar optreden.

#### Maatregelen 15/16 maart 2020
Op zondag 15 maart 2020 kondigde minister Bruins (Medische Zorg) samen met minister Slob (Basis- en Voortgezet Onderwijs en Media) opnieuw aangescherpte maatregelen aan voor in ieder geval een duur van 3 weken, tot en met maandag 6 april 2020. Eerdere maatregelen, voor zover niet hierbij vervangen, werden verlengd tot en met dezelfde dag, 6 april 2020. Met ingang van 18.00 uur die dag moesten alle horeca, waaronder restaurants, cafés, coffeeshops, seksclubs, uitgaansgelegenheden sluiten, en ook alle sportclubs, zwembaden en sauna's. Het bezorgen van eten en drinken was wel toegestaan. Het afhalen van eten en drinken en het afhalen bij coffeeshops werd vanaf maandag 16 maart ook weer toegestaan. De illegale straathandel dreigde de wietverkoop anders over te nemen. Veel bedrijven richtten nu een afhaalloket in en/of gaan thuisbezorgen, ook waar dat voorheen niet gebeurde, zodat het publiek toch nog bediend kan worden. Hotels blijven vooralsnog open.
Tevens werden alle scholen in het land gesloten. Wel werd prioriteit gegeven aan aangepast onderwijs voor eindexamenklassen en kwam er speciale opvang voor kinderen van ouders met "vitale beroepen". Tot deze groep vallen beroepen uit de sectoren:
- Zorg
- Onderwijs
- Openbaar vervoer
- Voedselvoorziening
- Transport
- Afvalverwerking
- Kinderopvang
- Media en communicatie
- Hulpverleningsdiensten
- Noodzakelijke overheidsprocessen

De veiligheidsregio's pasten de noodverordeningen aan.

#### Maatregelen 23-26 maart 2020
23 maart

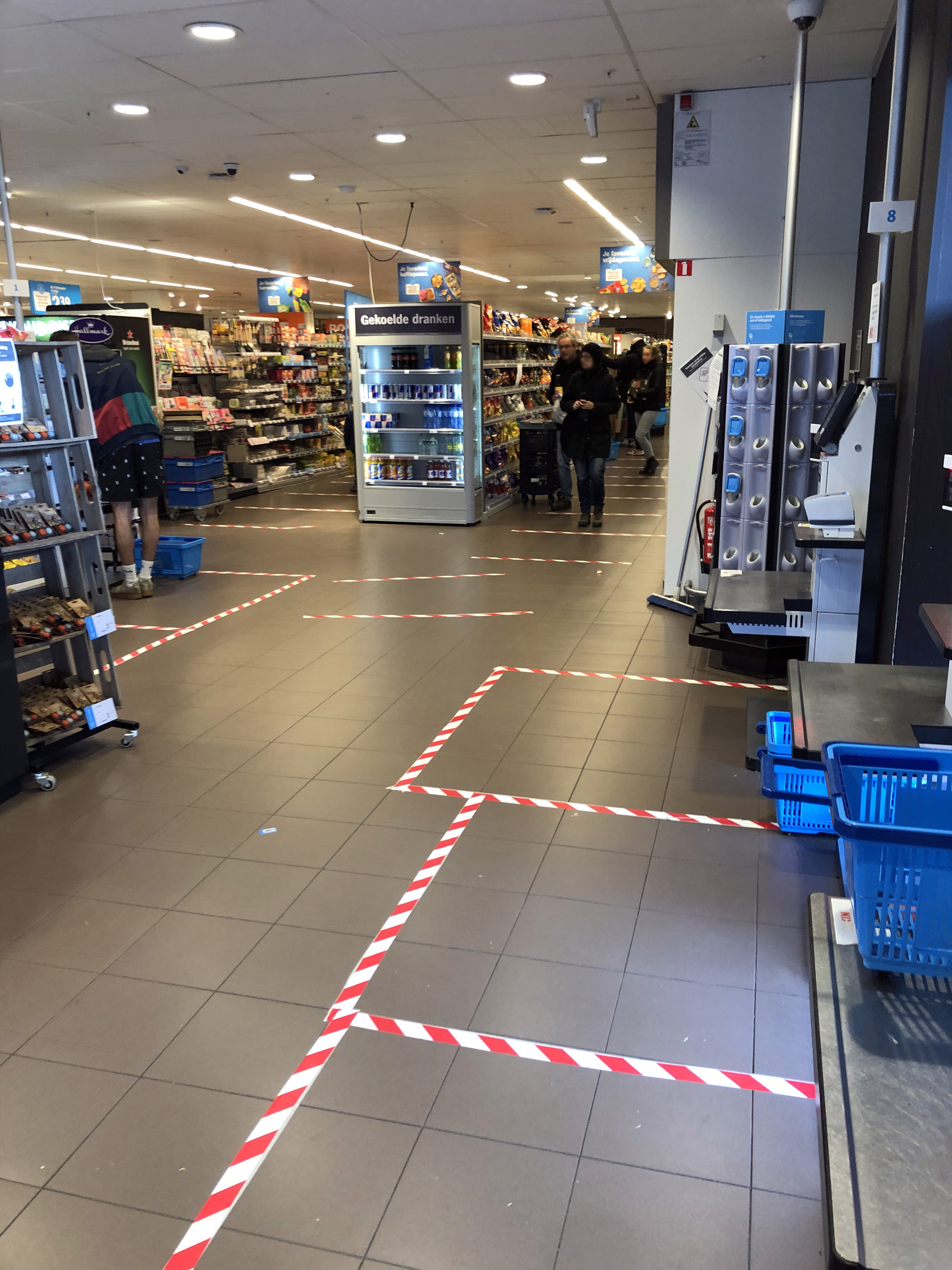
Met lijnen op de vloeren wordt in deze supermarkt aangegeven hoe ver mensen van elkaar af dienen te staan.

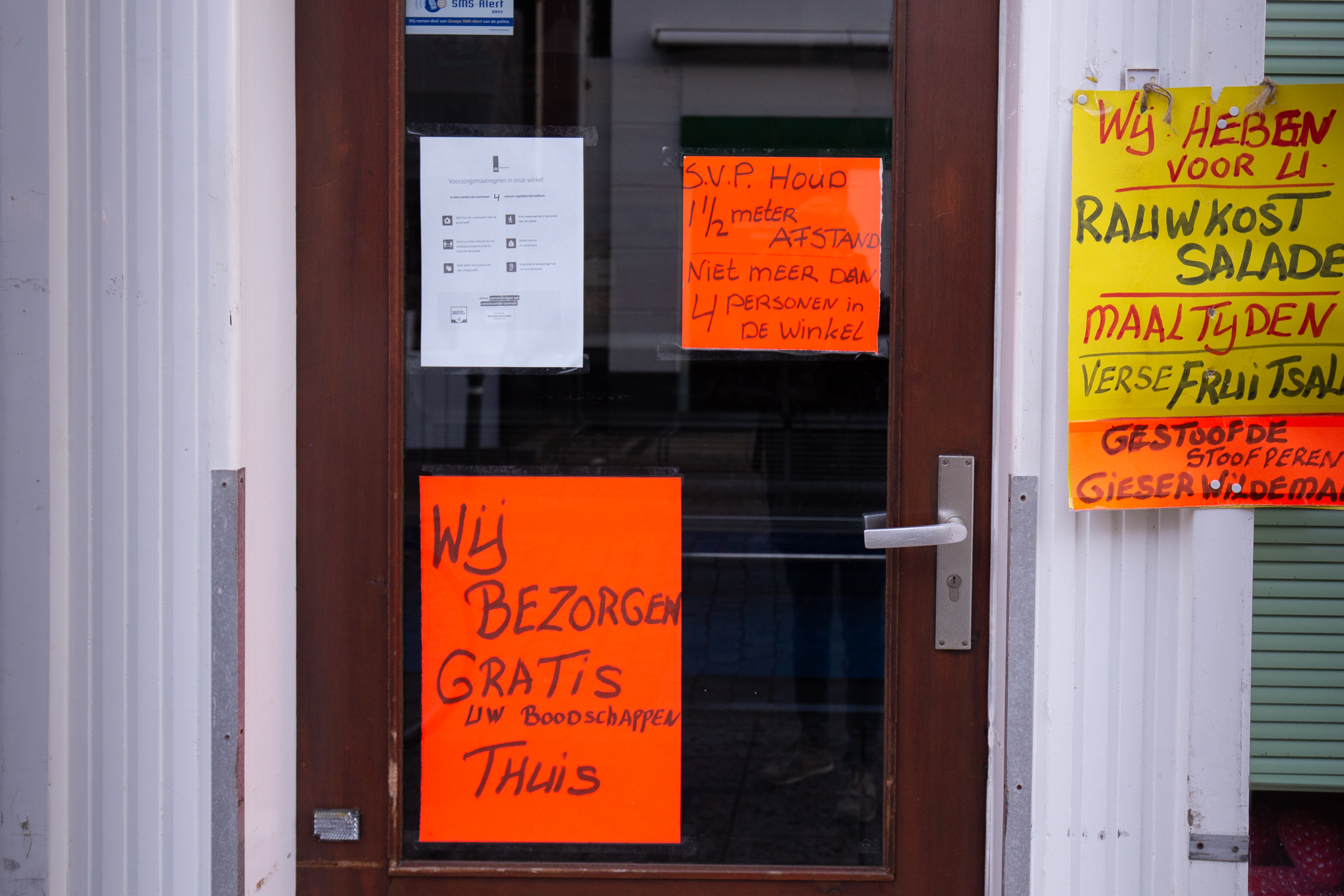
Maatregelen gezien op een winkeldeur van een groentewinkel. Veel kleinschalige winkels laten maar een beperkt aantal mensen tegelijkertijd toe in de winkel.

Op maandag 23 maart 2020 kwamen er nieuwe maatregelen en werden bestaande maatregelen verlengd en aangescherpt:
- Blijf zoveel mogelijk thuis. Ga alleen naar buiten voor werk wanneer u niet thuis kunt werken, voor boodschappen, of om voor anderen te zorgen. Een frisse neus halen kan, maar doe dit niet in een groep. Houd altijd afstand van anderen (minimaal 1,5 meter) en vermijd sociale activiteiten en groepen mensen. Ook thuis: maximaal drie mensen op bezoek en houd ook dan afstand tot elkaar.
- Wanneer één persoon binnen een gezin koorts heeft, blijft deze, en alle andere gezinsleden die geen vitaal beroep uitoefenen, thuis.
- Alle bijeenkomsten, samenkomsten en evenementen zijn tot maandag 1 juni 2020 verboden (in plaats van tot 6 april); de ondergrens van 100 personen vervalt. Religieuze en levensbeschouwelijke bijeenkomsten, uitvaarten en huwelijken mogen wel, mits er minder dan dertig personen zijn en er onderling 1,5 meter afstand kan worden genomen.[30]
- Winkels, het openbaar vervoer en vakantieverblijven worden verplicht maatregelen te nemen om te zorgen dat mensen afstand houden, bijvoorbeeld via een deurbeleid.[31]
- Voor kappers, schoonheidsspecialisten en andere in zogenoemde contactberoepen op het gebied van uiterlijke verzorging geldt dat zij tot 6 april hun vak niet meer mogen uitoefenen. Voor bijvoorbeeld fysiotherapeuten geldt: werk zoveel mogelijk via beeldbellen.
- Casino's vallen vanaf nu onder dezelfde maatregel als eet- en drinkgelegenheden en sluiten per dinsdag 24 maart 2020. Vestigingen van Holland Casino waren al per 13 maart gesloten.
- Burgemeesters kunnen gebieden aanwijzen waar groepsvorming verboden is. Het kan gaan om parken, stranden of wijken. Bij groepen van drie of meer die geen anderhalve meter afstand houden, wordt gehandhaafd. Personen in hetzelfde huishouden, zoals gezinnen, en kinderen zijn hiervan uitgezonderd.
- Markten zijn van deze maatregelen uitgesloten omdat zij op sommige plekken een essentieel onderdeel van de voedselketen vormen. Wel moeten gemeenten en marktmeesters zorgen dat voldoende afstand gewaarborgd wordt.
- De bestaande maatregelen wil de overheid ook beter kunnen handhaven. Daarom krijgen burgemeesters de mogelijkheid om via een noodverordening makkelijker en sneller op te kunnen treden. Burgemeesters kunnen specifieke locaties sluiten, zoals parken, stranden en campings. Er kunnen ook geldboetes worden opgelegd. De boete per persoon voor meerderjarigen is vastgesteld op € 390, voor minderjarigen € 95 (dit is qua verhouding tot de boete voor meerderjarigen en qua leeftijdsgrens soepeler dan de normale regel dat voor een overtreder van 12 tot 16 jaar de tarieven worden gehalveerd). Voor organisatoren van samenkomsten of evenementen en voor bedrijven kan de boete oplopen tot € 4350.[32]

24 maart 2020
Op dinsdag 24 maart 2020 maakte minister Slob (Basis- en Voortgezet Onderwijs en Media) bekend dat de centrale eindexamens dit jaar niet door zouden gaan. Leerlingen behaalden hun definitieve eindcijfers op basis van de schoolexamens.

##### Noodverordeningen

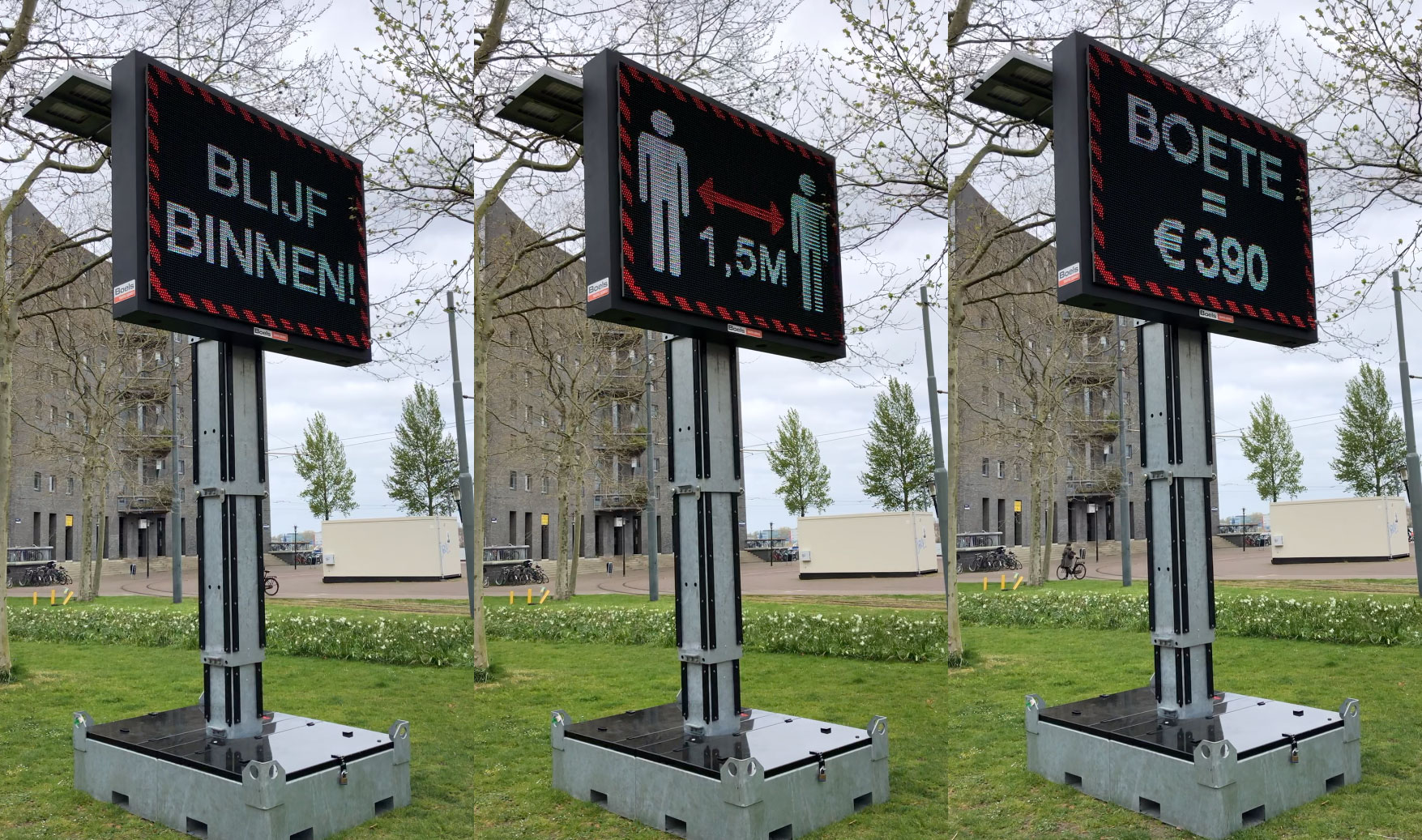
Drie achtereenvolgende beelden op een elektronisch bord in Amsterdam: houd afstand, anders € 390 boete en blijf binnen.

De veiligheidsregio's pasten de noodverordeningen weer aan. Ze gelden voor onbepaalde tijd, behalve het verbod tot dinsdag 1 september 2020 om evenementen te laten plaatsvinden of ontstaan, dan wel aan evenementen deel te nemen. Ze treden vaak onmiddellijk na de bekendmaking in werking. Deze vindt vaak plaats door publicatie op de website van de veiligheidsregio en/of op officielebekendmakingen.nl. Bij plaatsing op beide geldt het moment van de eerste bekendmaking, dat is dan meestal die op de website van de veiligheidsregio. Om up-to-date te blijven is het dus niet genoeg officielebekendmakingen.nl te volgen.
Onderscheiden worden in de noodverordeningen:
- Evenementen: elke voor publiek toegankelijke verrichting van vermaak, waaronder herdenkingsplechtigheden, braderieën, optochten, feesten, muziekvoorstellingen, wedstrijden, straatfeesten, barbecues en vechtsportwedstrijden. Deze zijn verboden.
- Samenkomsten: openbare samenkomsten, samenkomsten in voor het publiek openstaande gebouwen en daarbij behorende erven, alsmede in vaartuigen, maar ook samenkomsten buiten de publieke ruimte, dit laatste om op te kunnen treden tegen bijvoorbeeld 'coronafeestjes' in studentenhuizen, garages, loodsen en dergelijke. Deze zijn verboden, met enkele uitzonderingen, zoals de al genoemde van religieuze en levensbeschouwelijke bijeenkomsten, uitvaarten en huwelijken, mits er minder dan dertig personen zijn en de aanwezigen te allen tijde ten minste 1,5 meter afstand houden van elkaar.
- Groepen. Het is verboden zich in een groep van drie of meer personen op te houden zonder tot de dichtstbijzijnde persoon in die groep en andere personen een afstand te houden van ten minste 1,5 meter.[38] Dit verbod is niet van toepassing op personen die een gezamenlijke huishouding vormen en op kinderen tot en met 12 jaar die samen spelen onder toezicht van een of meer van hun ouders of voogden die daarbij onderling een afstand van 1,5 meter in acht nemen. Sommige boa's stellen dat een groep van drie of meer personen een samenkomst is, en daarom ook met inachtneming van de afstand verboden is.[39] Per brief aan de Landelijke Studentenvakbond heeft het Veiligheidsberaad laten weten dat bewoners van een studentenhuizen niet vallen onder de definitie van gezamenlijke huishouding en in de publieke ruimte afstand van elkaar moeten bewaren.[40]

Eet- en drinkgelegenheden, waaronder ook die van warenhuizen, shoppingcenters, grote supermarkten en andere winkels, mogen openblijven als afhaallocatie.

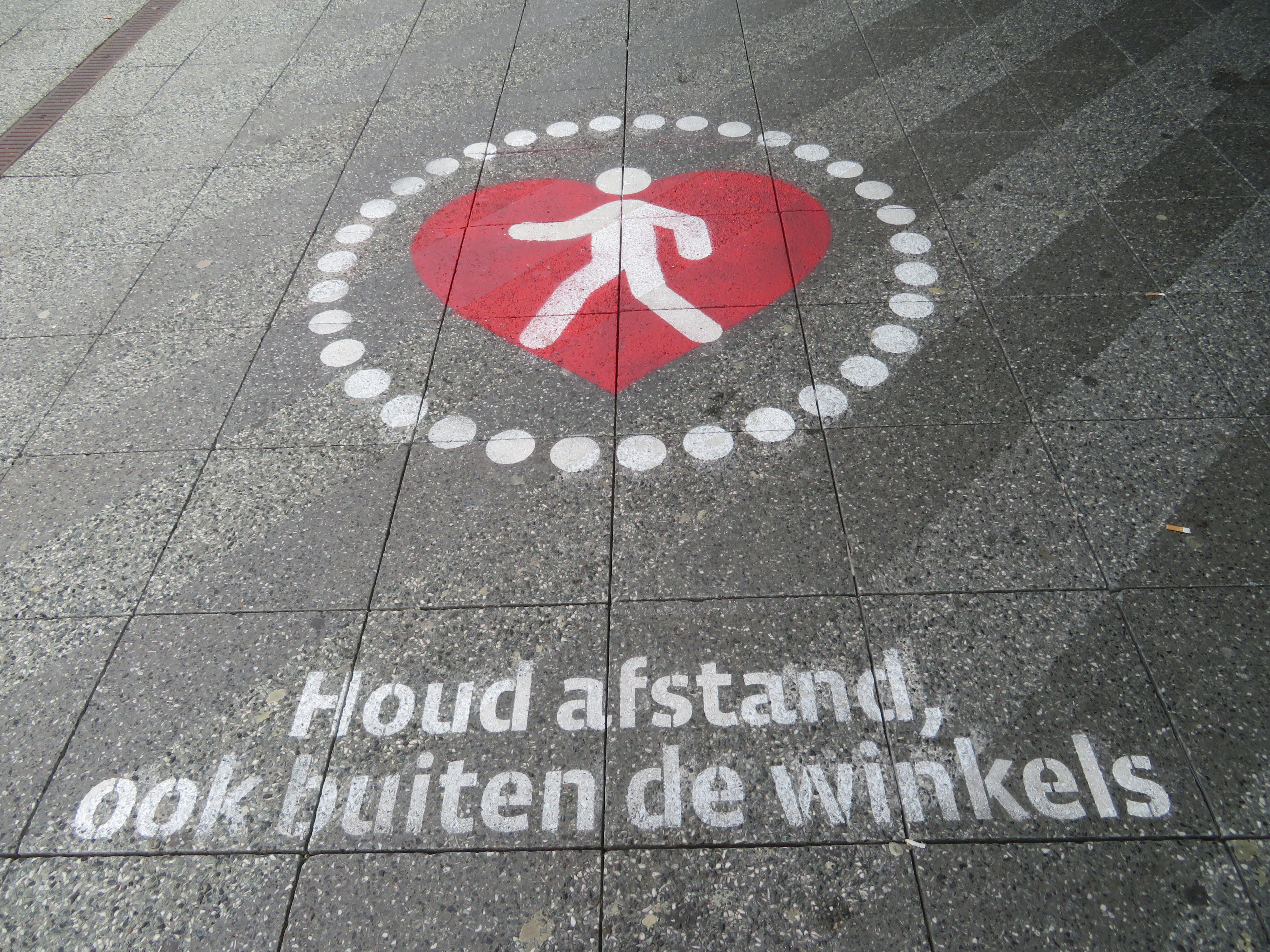
Maatregelen in Winkelcentrum Boven 't Y in Amsterdam

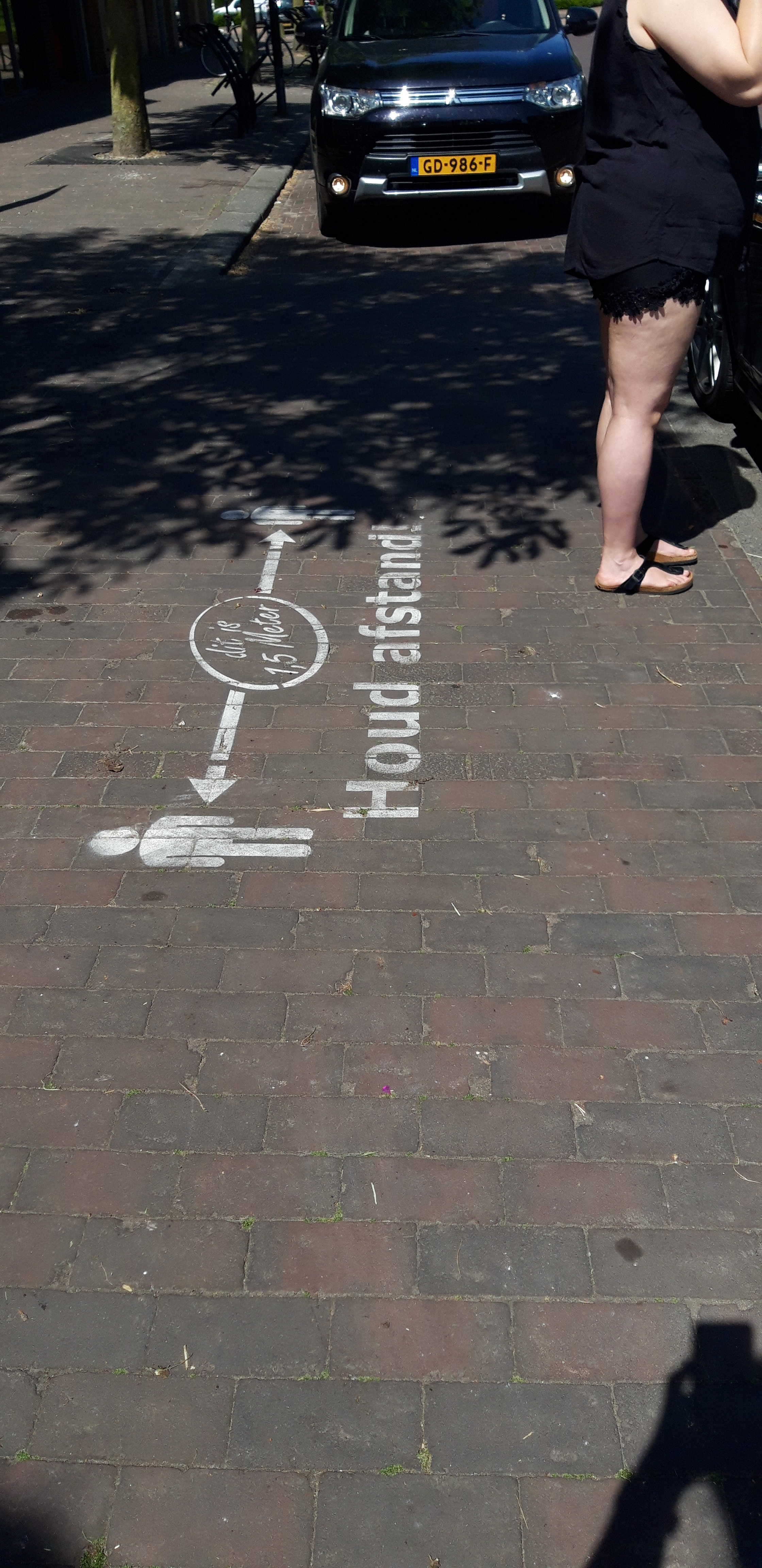
Op het trottoir aangebrachte waarschuwing om 1,5 m afstand te houden, in dit geval in Zegveld

Het is verboden zich te bevinden in door de voorzitter van de veiligheidsregio aangewezen gebieden en locaties. Het kan bijvoorbeeld gaan om vakantieparken, campings, parken, natuurgebieden en stranden, maar ook om een bepaalde winkel. Het kan onder meer gebeuren indien op deze locaties onvoldoende de beperkende maatregel met betrekking tot het houden van 1,5 meter afstand tussen daar aanwezige personen in acht wordt genomen.
De noodverordening van enkele veiligheidsregio's heeft aanvullende verboden:
- Een verbod op sanitaire voorzieningen (gemeenschappelijke toilet-, was- en douchevoorzieningen) bij recreatieparken en andere recreatieve locaties. Het gaat daarbij om de locaties van vakantieparken, campings, kampeerterreinen en kleinschalige kampeerveldjes (bijvoorbeeld kamperen bij de boer) en sanitaire voorzieningen bij parken, natuurgebieden en stranden. Naar het oordeel van de voorzitters bestaat binnen hun regio de dreiging dat op deze locaties bij de gemeenschappelijke toilet-, was- en douchevoorzieningen in onvoldoende mate 1,5 meter afstand zou worden gehouden.[41][42]
- In onder meer Veiligheidsregio Zeeland, een verbod op recreatief nachtverblijf. Hieronder wordt in elk geval verstaan het aanbieden en gebruik maken van recreatief nachtverblijf in de vorm van verblijf op recreatieparken, kampeerterreinen en minicampings, kamperen bij de boer, kamerverhuur, B&B, pensions, jachthavens en camperplaatsen; afhankelijk van de regio mag ook de eigenaar van een tweede huis daar niet overnachten als hij het voor recreatie gebruikt.[43] In mei zijn in sommige veiligheidsregio's de overnachtingsregels versoepeld.[44][45][46]
- Een verbod op het bouwen of gebruiken van slaap- en strandhuisjes, wegens de aantrekkende werking op mensen, waardoor de kans groter wordt dat grote aantallen mensen samenkomen op het strand.[47]

#### Maatregelen 31 maart 2020

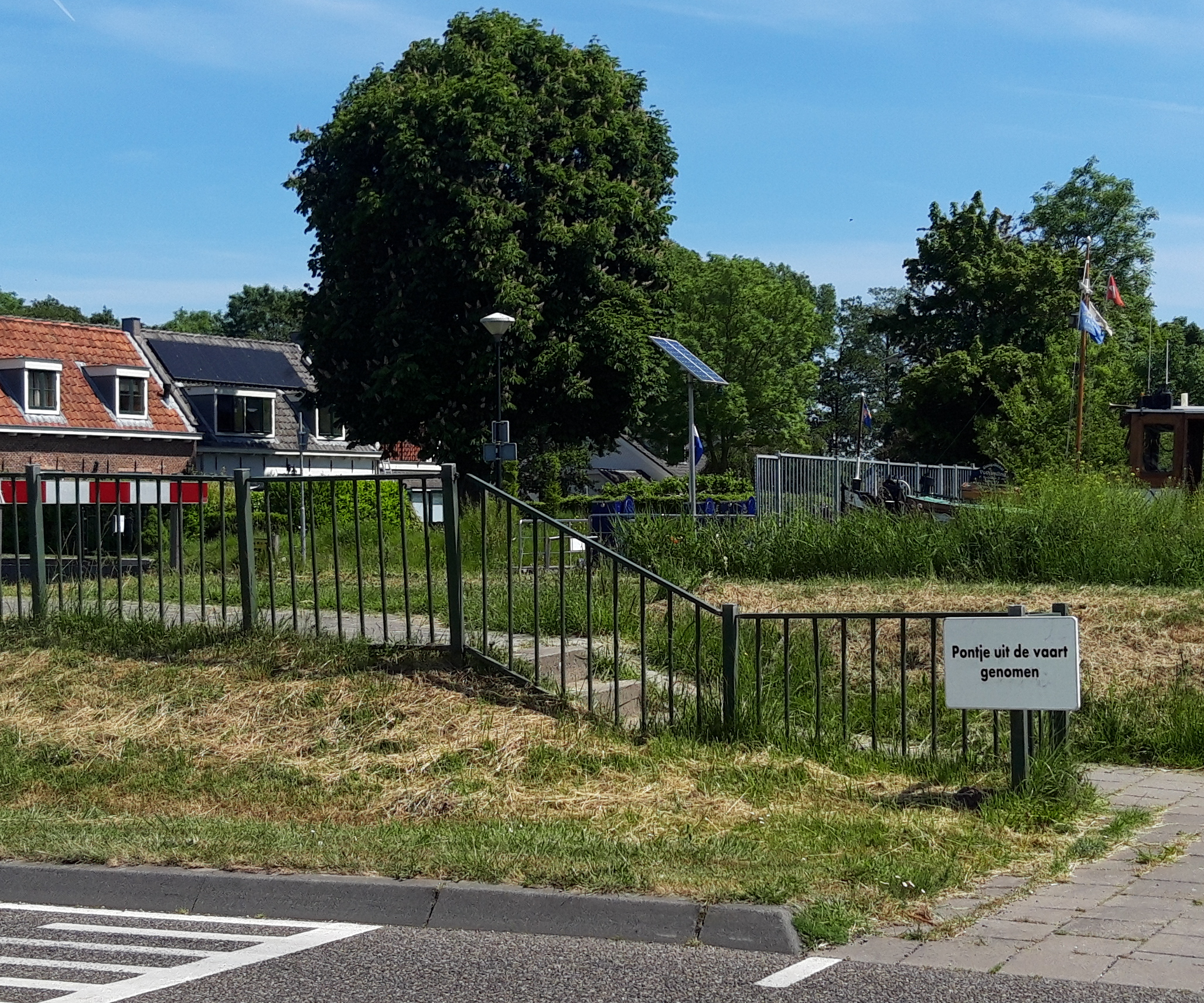
Vanaf 6 april werd het handbediende pontje in Woerden over het riviertje de Grecht buiten gebruik genomen, omdat 1,5 m afstand houden op het pontje niet mogelijk was.

De maatregelen die op 15 maart werden aangekondigd worden verlengd tot en met dinsdag 28 april.

#### Maatregelen 21 april 2020
Op dinsdag 21 april 2020 is het verbod op evenementen met vergunnings- en meldplicht verlengd tot dinsdag 1 september. Op het gebied van onderwijs, sport en het bezoeken van een thuiswonende oudere zijn er versoepelingen in de maatregelen en adviezen. De overige maatregelen blijven gelden voor onbepaalde tijd, maar ten minste tot en met dinsdag 19 mei.

#### Maatregelen 6 mei 2020
Maatregelen die op woensdag 6 mei 2020 zijn bekendgemaakt zijn onder meer:

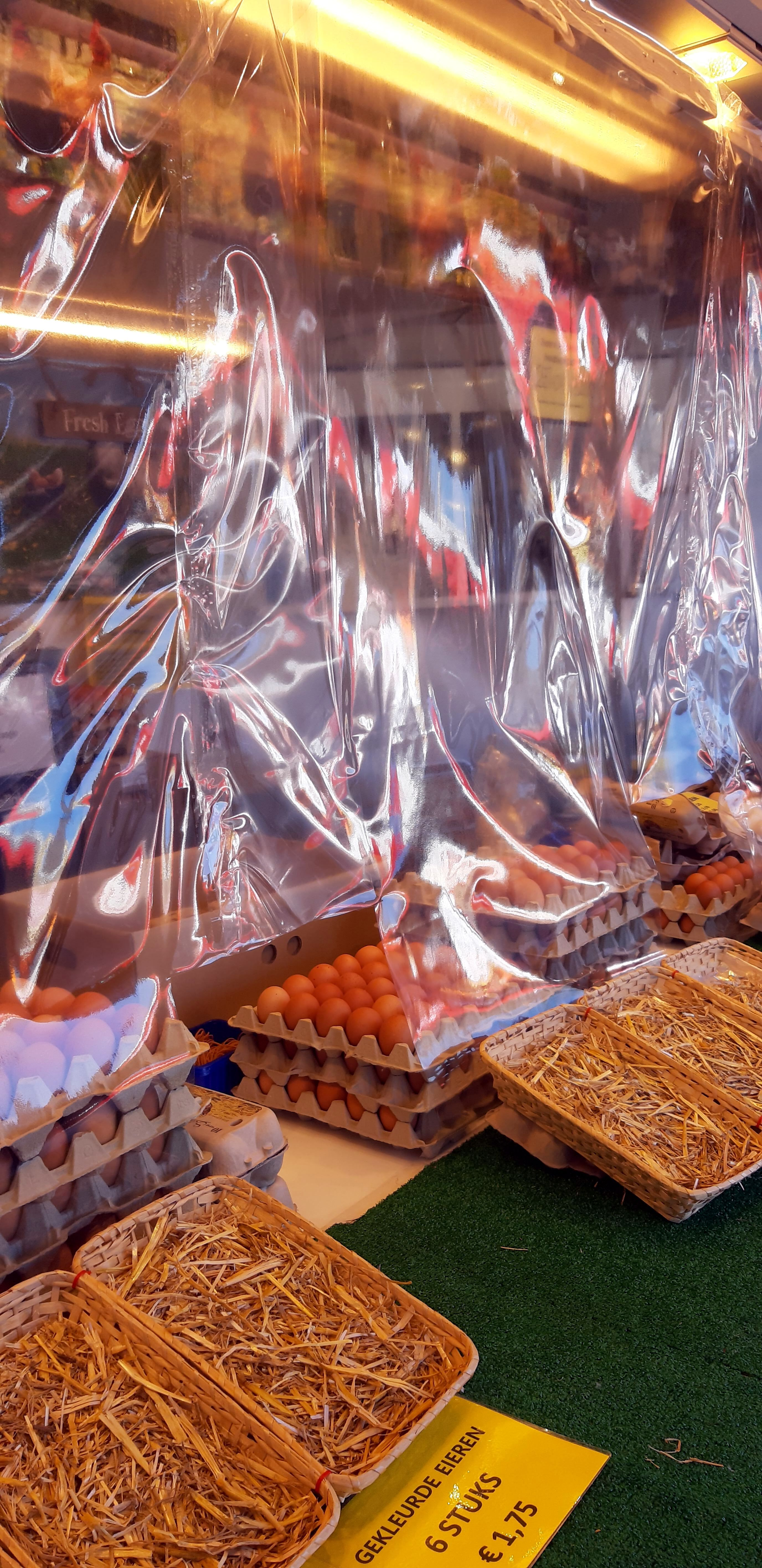
Markthandelaar achter plasticschermen, 28 maart 2020

Bibliotheken zijn vanaf  maandag 11 mei weer open.
Naar verwachting gaat het voortgezet onderwijs weer open per maandag 1 juni, en bij voldoende afstand ook:
- Terrassen
- Bioscopen, restaurants en cafés[54], en culturele instellingen (zoals concertzalen en theaters), onder voorwaarden:
  - een maximum van 30 personen (incl. personeel)
  - bezoekers moeten reserveren
  - in een gesprek vooraf tussen ondernemer en klant wordt ingeschat of een bezoek risico’s oplevert
- Musea, als bezoekers kaartjes vooraf kopen, zodat er gestuurd kan worden op de 1,5 meter afstand.
- Binnen- en buitenzwembaden, inclusief de kleedruimtes (volgens het protocol van de branche[55] alleen achteraf), maar niet de douches.[56][57][58][59]

Wegens de hierdoor verwachte grotere drukte in het openbaar vervoer geldt per 1 juni zoveel mogelijk weer de normale dienstregeling. Bovendien wordt dan het gebruik van een mond-neusmasker (door de regering ook aangeduid als mondkapje) in de ov-voertuigen voor reizigers en medewerkers verplicht. Een sjaal of andere mondbedekking is niet afdoende. Anderzijds moet het om schaarste in de zorg te voorkomen een niet-medisch mond-neusmasker zijn, d.w.z. niet van een soort dat bedoeld is voor de zorg. Ook met het gebruik van een mondkapje blijft het uitgangspunt dat reizigers zoveel mogelijk 1,5 meter afstand houden. In voertuigen, op perrons en bij haltes wordt geaccepteerd dat 1,5 meter niet altijd haalbaar is. Bij elke reis (heen- en terugreis apart) moet een nieuw of gewassen mondkapje gebruikt worden.

#### Maatregelen 19-27 mei 2020

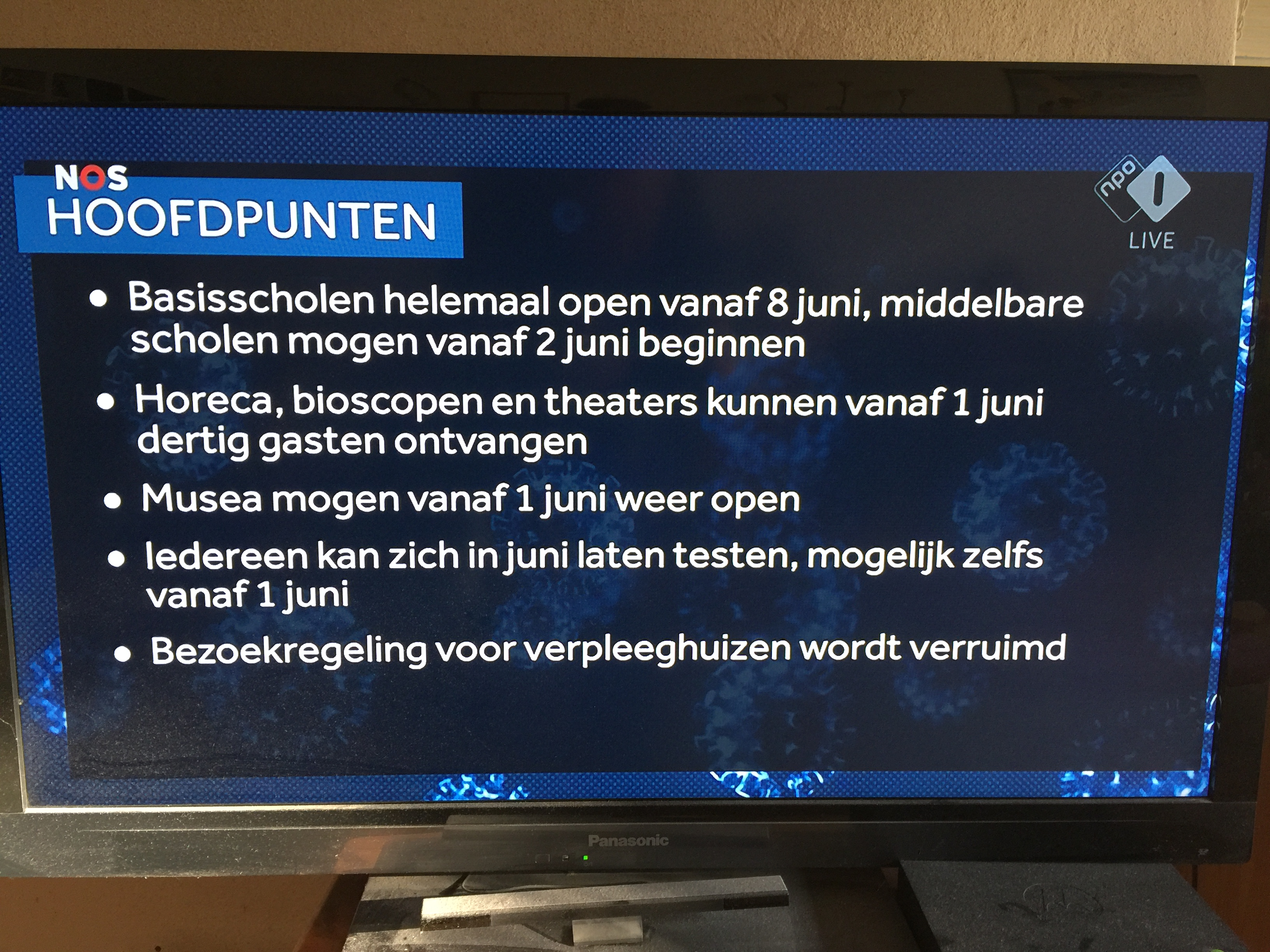
Maatregelen 19 mei 2020

Maatregelen die op dinsdag 19 mei 2020 zijn bekendgemaakt zijn grotendeels de bevestiging dat per maandag 1 juni de wijzigingen doorgaan die op 6 mei onder voorbehoud zijn aangekondigd, sommige op 1 juni pas vanaf 12 uur overdag.
- Voor bioscopen, restaurants en cafés, en culturele instellingen (zoals concertzalen en theaters), geldt het maximum van 30 personen exclusief personeel en artiesten.
- Ov-reizigers vanaf 12 jaar(?) die na 1 juni geen mondkapje dragen kunnen een boete van € 95 krijgen.
- Onder voorbehoud mogen per woensdag 1 juli sauna’s, casino's en sportscholen weer open.
- Nog geen versoepeling vóór dinsdag 1 september is gepland voor evenementen en seksinrichtingen, en voor verblijf in coffeeshops.

#### Maatregelen 24 juni 2020

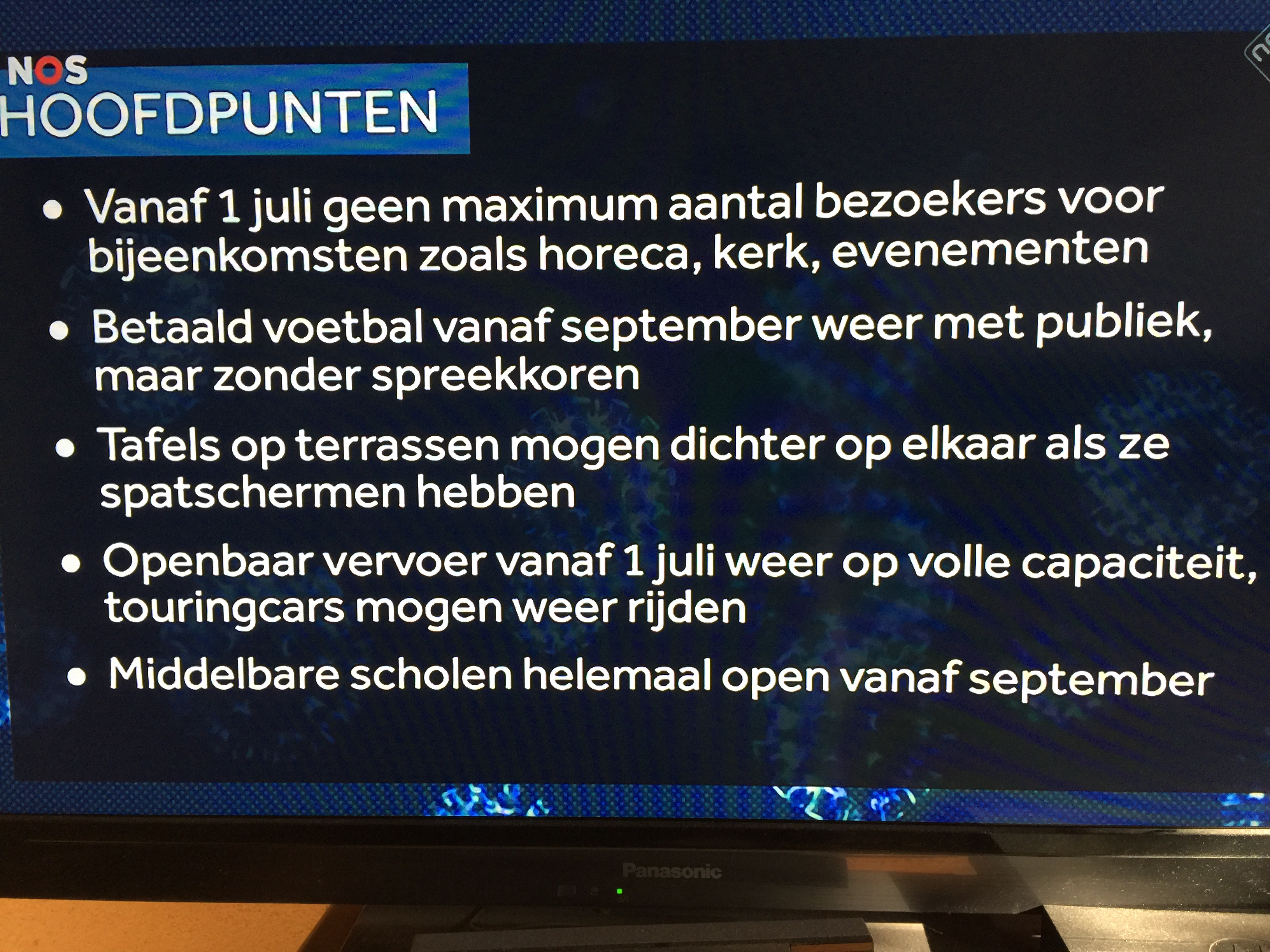
Maatregelen 24 juni 2020

Per woensdag 1 juli zijn er diverse versoepelingen. Evenementen kunnen per 1 juli weer plaatsvinden, maar het blijft aan het lokale bestuur om te bepalen of organisatoren hun activiteiten in kunnen richten en of aan andere specifieke voorwaarden kan worden voldaan, zoals de wijze waarop het vervoer wordt geregeld. Deze aanpak kost tijd. Het proces van vergunningaanvragen duurt al snel enkele weken. Het evenementenseizoen start dus niet meteen op 1 juli voluit, maar zal in de praktijk vanaf half augustus op gang komen. Het in groepsverband geforceerd verheffen van de stem is verboden. Hierbij gaat het onder meer om hard meezingen bij concerten en optredens, spreekkoren en schreeuwen. Ook sekswerkers en seksinrichtingen mogen per 1 juli zonder beperking weer klanten ontvangen.

#### Maatregelen 18 augustus 2020
Vanwege een stijgend aantal besmettingen werden op 18 augustus sommige maatregelen aangescherpt.
- Ontvang thuis maximaal 6 gasten, kinderen van 12 jaar of jonger niet meegerekend.
- Bij bijeenkomsten moet iedereen een vaste zitplaats krijgen.
- Als iemand uit een risicogebied komt, moet deze niet langer 14, maar 10 dagen in quarantaine.

#### Maatregelen 18 september 2020
Op vrijdag 18 september werden de volgende maatregelen aangekondigd voor de veiligheidsregio's Amsterdam-Amstelland, Rotterdam-Rijnmond, Haaglanden, Utrecht, Kennemerland en Hollands Midden, omdat daar het aantal besmettingen het hardst toenam. De maatregelen gaan in vanaf zondag 20 september, 18:00 uur.
- De horeca mag vanaf 00:00 geen gasten meer binnenlaten en moet dan de muziek uitzetten. Om 01:00 moet alle horeca dicht.
- Afhaalrestaurants mogen vanaf 01:00 geen alcohol meer schenken en moeten vanaf 02:00 dicht.
- Zowel binnen als buiten mogen geen onnodige bijeenkomsten van meer dan 50 personen zijn.
- Overige bijeenkomsten van meer dan 50 personen moeten gemeld worden. Uitgezonderd de horeca, supermarkten, winkels, bibliotheken, religieuze bijeenkomsten en culturele instellingen.

#### Maatregelen 28 september 2020
De maatregelen gaan in op 29 september, 18:00 uur.
- Horeca open tot 22:00 uur.
  - Om 21:00 uur mag er niemand meer binnen.
  - Maximaal 30 personen toegestaan binnen (geldt niet voor personeel).
  - Max. 4 personen aan een tafel (geldt niet voor een huishouden).
  - Gezondheidscheck verplicht in de horeca en buiten op terras van horeca.
- Sportwedstrijden zonder publiek en sportkantines zijn gesloten.
- Maximaal 3 personen thuis, behalve eigen huishouden en kinderen onder de 13 jaar.
- Max. 40 personen toegestaan.
- Mondkapjes niet verplicht in winkels.
  - Wel geadviseerd en winkels mogen mensen weigeren als ze het mondkapje niet opdoen.
- Er komt een ouderuurtje en een winkelwagen is verplicht.
- Voor musea en andere beweegbare openbare locaties moeten bezoekers reserveren met tijdvak.

#### Maatregelen 1 oktober 2020
Vanaf 5 oktober geldt in het voortgezet onderwijs het dringende advies om mondkapjes te dragen op plaatsen waar 1,5 meter afstand niet mogelijk is, zoals op gangen, in aula's en bij praktijkvakken.

#### Maatregelen 13 oktober 2020

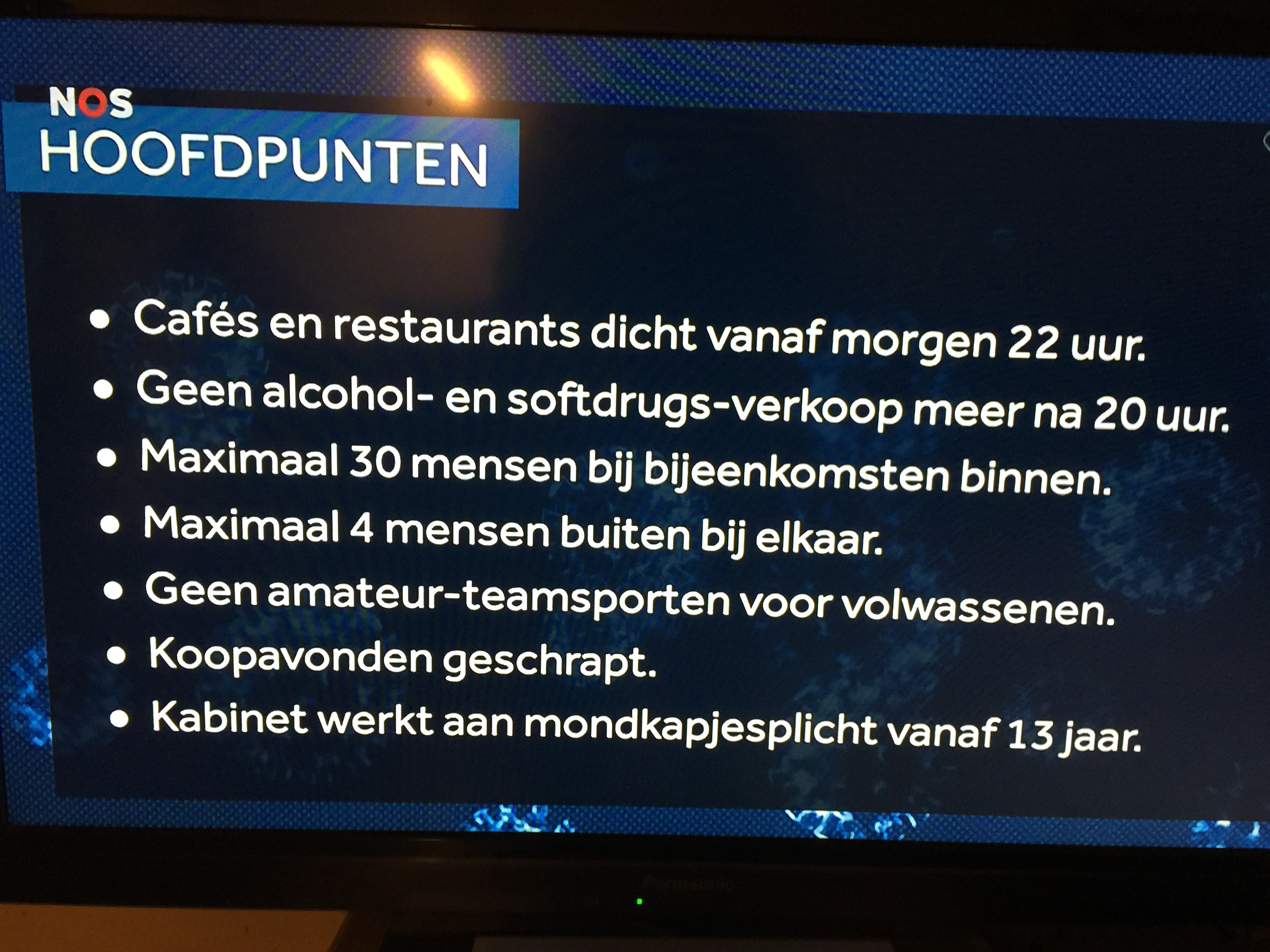
Maatregelen 13 oktober

Sinds 14 oktober 22 uur gelden extra maatregelen, door de rijksoverheid aangeduid als gedeeltelijke lockdown. Onder meer geldt:
- Alle eet- en drinkgelegenheden mogen alleen open zijn voor afhalen.
- Winkels in de detailhandel sluiten uiterlijk om 20:00 uur. Dit geldt elke dag van de week, in die zin zijn er geen koopavonden.
- Geen verkoop van alcoholhoudende drank tussen 20 en 7 uur; bij een fysieke winkel gaat het om het moment van afrekenen. Ook geen bezorging, en niet nuttigen in de openbare ruimte.[70] Ook niet "op zak hebben" in de openbare ruimte.[69]
- Voor iedereen vanaf 18 jaar geldt dat sporten alleen mag op 1,5 meter afstand en alleen individueel of in teamverband met niet meer dan 4 personen. Wedstrijden zijn niet toegestaan.

De maatregelen zouden in principe gelden tot 27 oktober, maar zijn toen niet gewijzigd.

#### Maatregelen 3 november 2020
Gesloten zijn musea, theaters, seksclubs, casino's, bioscopen, pretparken, dierenparken, zwembaden en bibliotheken. Over sauna's was er even onduidelijkheid, maar die mogen net als sportscholen wel openblijven. Verder mogen bibliotheken wel boeken blijven afgeven.

#### Maatregelen 14 december 2020
Vanaf 15 december geldt een maatregelenpakket dat in de media wordt aangeduid als een harde lockdown. Deze zal in eerste instantie minimaal tot 20 januari duren.
Het is behoudens uitzonderingen niet toegestaan zich in groepsverband op te houden op een openbare plaats met meer dan twee personen van 13 jaar of ouder, ongeacht de onderlinge afstand en de afstand tot anderen.
Niet-essentiële winkels zijn gesloten. Als bij een winkelfiliaal meer dan 70% van de omzet levensmiddelen en/of drogisterijartikelen betreft, mag het hele filiaal open blijven. Bevat een winkelfiliaal een of meer afdelingen gericht op levensmiddelen en/of drogisterijartikelen en wordt daarmee minstens 30% van de omzet behaald, dan mocht dat deel van de winkel open blijven, maar die regel is al weer verwijderd van rijksoverheid.nl.
Eet- en drinkgelegenheden mogen uitsluitend geopend zijn voor afhalen en bezorgen. Consumpties moeten worden meegenomen en mogen niet bij de afhaallocatie zelf worden genuttigd. Voor hotelgasten geldt dat zij in de hotels maaltijden kunnen afhalen, maar dat zij deze nuttigen in hun hotelkamer.
Het is verboden om in de openbare ruimte, zowel binnen als buiten, tussen 20:00 en 06:00 alcoholische dranken voor handen te hebben of te nuttigen. Ze worden dan ook niet verkocht.
Gesloten zijn verder onder meer theaters, concertzalen, bioscopen, casino’s, dierenparken, pretparken, musea, sportscholen, zwembaden en sauna’s.
Boeken afhalen bij bibliotheken blijft mogelijk. Doe-het-zelfzaken mogen een afhaalfunctie inrichten.
Scholen in het basis- en voortgezet onderwijs en instellingen voor mbo, hbo en wetenschappelijk onderwijs moeten, met uitzondering van enkele categorieën leerlingen, weer overstappen op onderwijs op afstand.
Op 12 januari werd de lockdown met 3 weken verlengd tot 9 februari 2021.
Op 2 februari werd de lockdown weer met 3 weken verlengd tot 2 maart 2021 maar de basisscholen en de kinderopvang mochten weer open op 8 februari 2021.
Op 23 februari werd de lockdown tot 15 maart 2021 verlengd. Wel waren er een aantal versoepelingen, zo mochten de middelbare scholen weer op 2 maart open en de kappers mochten ook weer open op 2 maart. Ook kon je weer rijlessen volgen. Daarnaast mogen tattooshops open, osteopaten mogen naast fysiotherapeuten ook weer behandelen, revalidatie en persoonlijke fysieke training is ook toegestaan.
Op 8 maart werd de lockdown verlengd tot 30 maart 2021. Er waren wel een paar kleine aanpassingen toegevoegd. Die aanpassingen gaan in vanaf 16 maart 2021: de zwemlessen mogen weer doorgaan t/m 12 jaar, douches blijven gesloten, de kleedkamers blijven open en de ouders blijven buiten wachten; sporten vanaf 27 jaar met max. 4 personen; winkelen op afspraak, één persoon per 25 vierkante meter, dit geldt niet voor kleinere winkels.
Op 23 maart 2021 werd de lockdown verlengd tot 20 april 2021.
Op 13 april 2021 werd de lockdown verlengd tot 27 april 2021.

### 2021

#### Maatregelen 20 januari 2021

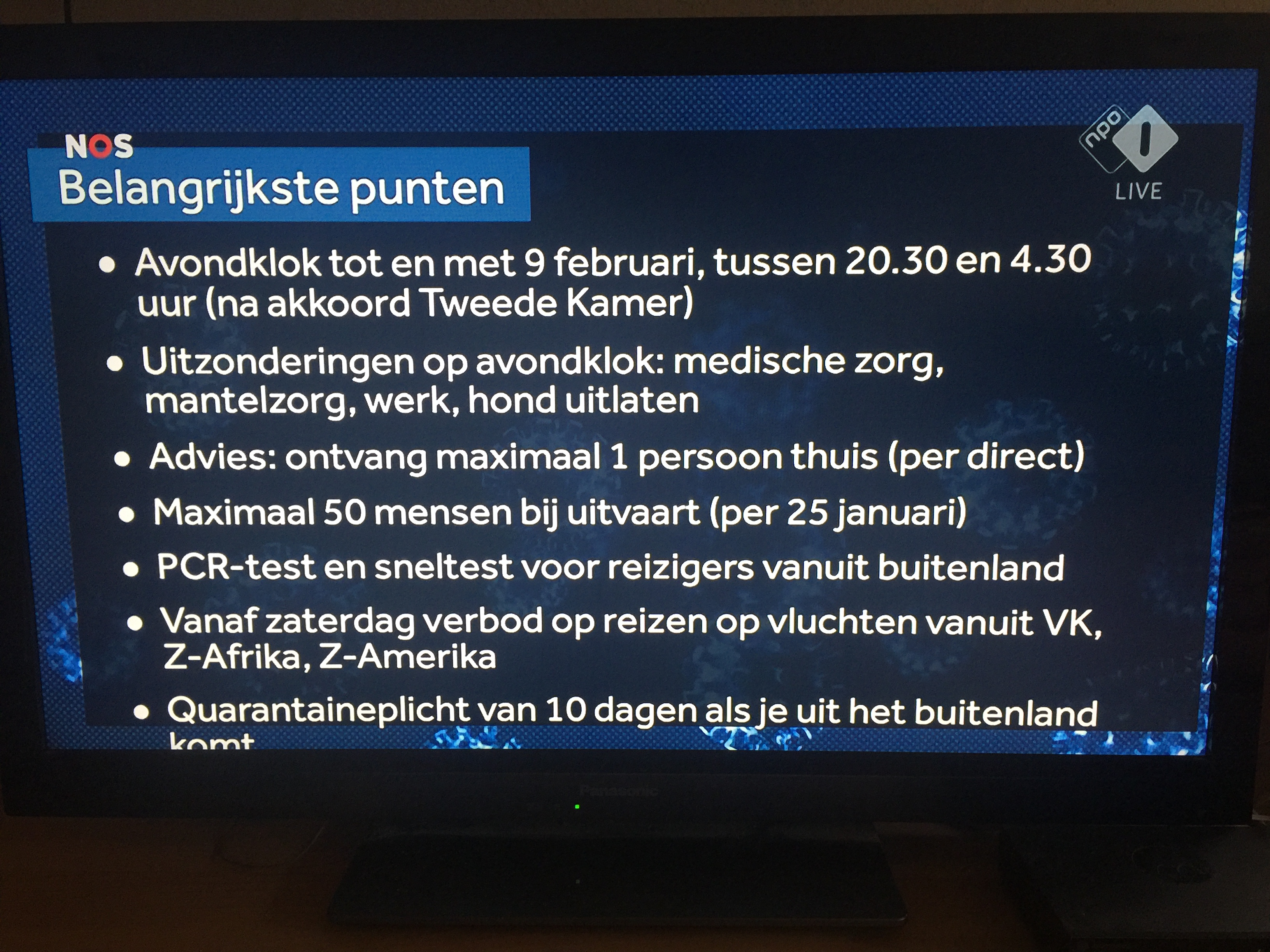
Samenvatting maatregelen 20 januari 2021, waaronder de avondklok

Op 20 januari 2021 zijn enkele aanscherpingen van de lockdown aangekondigd, waaronder een avondklok.
Op 23 januari 2021 ging de avondklok in en was het verboden om buiten te zijn tussen 21:00 en 04:30.
Op 8 februari 2021 werd de avondklok verlengd tot 2 maart 2021.
Op 23 februari 2021 werd de avondklok verlengd tot 15 maart 2021.
Op 8 maart 2021 werd de avondklok verlengd tot 30 maart 2021.
Op 23 maart 2021 werd de avondklok verlengd tot 20 april 2021. Vanaf 31 maart 2021 ging die om 22:00 uur in in plaats van om 21:00 uur.
Op 13 april 2021 werd de avondklok verlengd tot en met 27 april 2021.

#### Maatregelen 20 april 2021
Per 28 april 2021 werden enkele versoepelingen doorgevoerd. Zo werd de avondklok afgeschaft, mochten terrassen van 12:00 tot 18:00 open, mochten winkels weer zonder afspraak open, mocht het hoger onderwijs een dag in de week open, werd het maximaal aantal bezoekers op een uitvaart verhoogd naar 100, mochten theorie-examens voor bijvoorbeeld een rijbewijs weer doorgaan en mochten mensen maximaal 2 bezoekers per dag ontvangen.

#### Maatregelen 11 mei 2021
Per 19 mei 2021 wordt stap 2 van het versoepelingsplan doorgevoerd. Dat houdt in dat de attractieparken, dierentuinen buiten open mogen, de terrassen van 06:00 uur tot 20:00 uur open mogen en de sportscholen ook open mogen zonder groepslessen.

#### Maatregelen juni 2021
Per 5 juni 2021 zijn er diverse versoepelingen. Onder andere bepaalt de nieuwe versie van de landelijke regeling dat tussen  22 en 6 uur een verbod geldt voor winkels om alcohol te verkopen, en een verbod om deze voor gebruik gereed te hebben op openbare plaatsen (boodschappen mee naar huis nemen valt hier niet onder).

#### Maatregelen 18 juni 2021

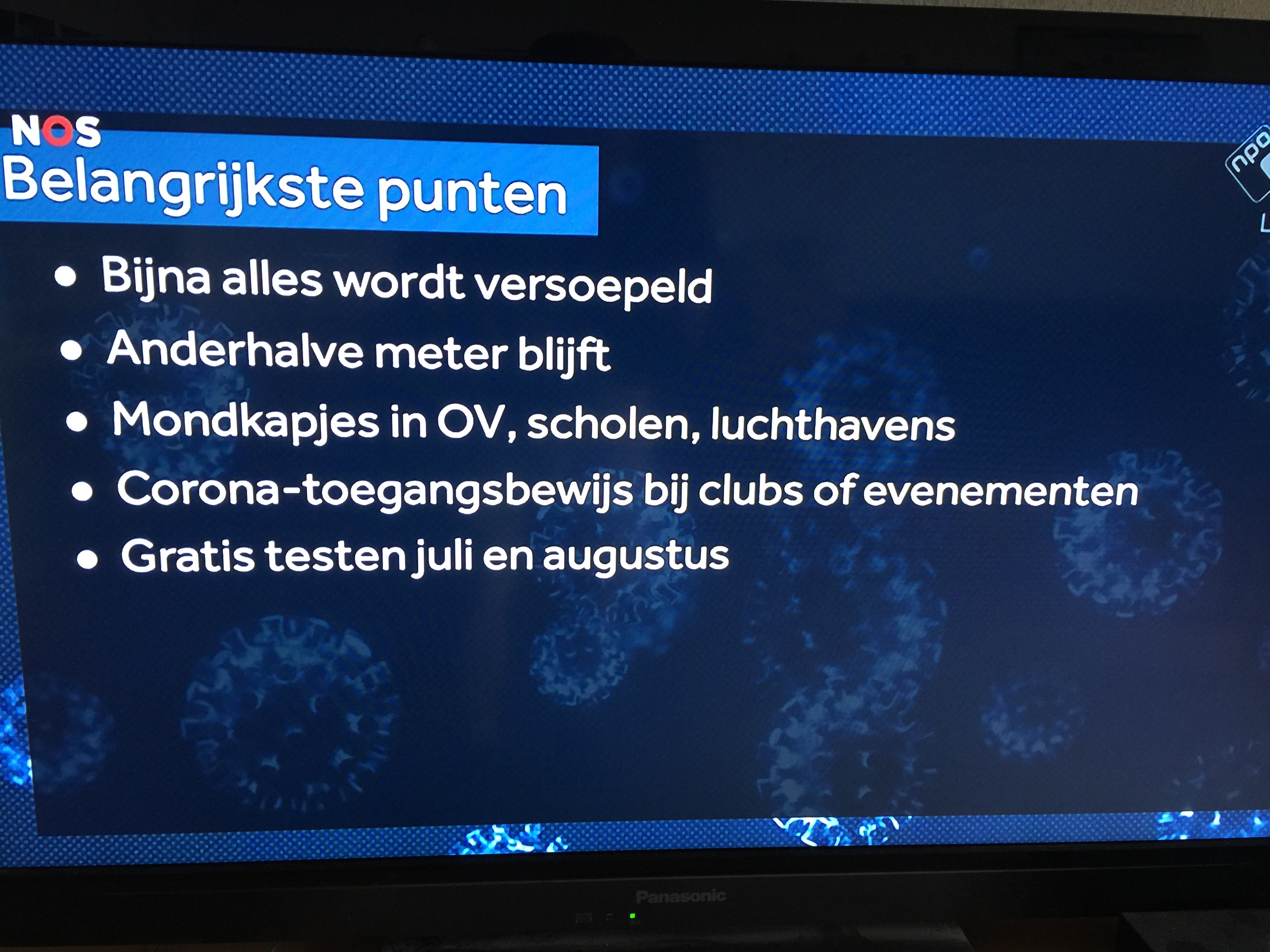
Versoepeling juni 2021

Per 26 juni 2021 wordt stap 4 van het openingsplan doorgevoerd. Dat houdt in dat de mondkapjesverplichting bijna overal vervalt behalve in het openbaar vervoer, in het vliegtuig, op het vliegveld, op scholen en op aangewezen plekken op het station. De horeca mag de reguliere openingstijden weer hanteren en entertainment zoals beeldschermen is weer toegestaan. De maximale groepsgrootte en het thuiswerkadvies vervallen. Er moet nog wel 1,5 meter afstand worden gehouden. Evenementen kunnen weer doorgaan met toegangstesten zodat je dan geen afstand hoeft te houden en een mondkapje hoeft te dragen. Ook vervalt het alcoholverbod.

#### Maatregelen 9 juli 2021
Van zaterdag 10 juli t/m vrijdag 13 augustus moeten discotheken weer dicht. Ook mag de horeca alleen nog van 06:00 tot 00:00 open zijn. Meerdaagse evenementen zijn ook niet meer toegestaan.

#### Maatregelen 25 september 2021
De 1.5-meter regel wordt losgelaten. Ook de mondkapjesplicht en maximale grootte op scholen wordt afgeschaft. De mondkapjesplicht vervalt ook op perrons en stations. Het coronatoegangsbewijs wordt ingevoerd voor onder andere bioscopen, theaters en de horeca.

#### Maatregelen 9 november 2021
De 1.5-meter regel en de mondkapjesplicht op essentiële winkels worden heringevoerd.

#### Maatregelen 14 november 2021
De mondkapjesplicht wordt uitgebreid tot op perrons en stations, mbo en hoger onderwijs. 3G-beleid wordt verplicht bij bioscopen, theater en horeca. De horeca moet om 20.00 sluiten. De openingstijden van winkels worden beperkt tot 18.00 uur en supermarkten mogen tot 20.00 uur open. Thuiswerken wordt weer geadviseerd.

#### Maatregelen 26 november 2021
Er wordt een vliegverbod ingesteld voor de landen Botswana, Eswatini, Lesotho, Namibië, Zimbabwe en Zuid-Afrika. Het verbod ging in om 12.00 uur 's middags. Het verbod houdt in dat er geen passagiersvluchten uit de genoemde landen in Nederland mogen landen. Uitzondering zijn onder andere repatriatievluchten t.b.v. Nederlanders of EU-burgers, waarbij niet-ingezeten van Nederland een aantoonbare doorreis moeten hebben.
Tegelijk met het genoemde vliegverbod geldt voor de genoemde landen ook de quarantaineplicht. De landen zijn namelijk aangewezen als uitzonderlijk hoogrisicogebied. Later op 26 november werd ook Mozambique aangewezen als uitzonderlijk-hoogrisicogebied.

#### Maatregelen 28 november 2021
Op 26 november vond er om 19.00 uur een persconferentie van minister-president Mark Rutte en minister van Volksgezondheid Hugo de Jonge plaats. Tijdens deze persconferentie werden de volgende maatregelen afgekondigd:
- Personen in een onderwijsinstelling of een andere binnenruimte die door een onderwijsinstelling voor onderwijsactiviteiten wordt gebruikt, dragen een mondkapje.[90] Dit geldt alleen als ze zich in het gebouw verplaatsen, in de klas mag het af. Kinderen in groepen 6, 7 en 8 krijgen het dringende advies dit te doen.[91]

- Personeel in het onderwijs en de leerlingen krijgen het dringende advies zich twee keer per week te laten testen.[91]

- Er geldt een algemene sluitingstijd voor niet-essentiële winkels en dienstverleners, ook wel avondlockdown genoemd. Deze bedrijven moeten dicht tussen 17.00 uur en 05.00. Essentiële winkels blijven open tot 20.00. Bijzondere dienstverleners (zoals apotheken) handhaven hun reguliere openingstijden.[92]

- Sporten in groepsverband (i.e. > 4 personen, exclusief instructeur) is tussen 17.00 uur en 05.00 uur niet toegestaan. Dit verbod geldt zowel voor binnen als buitensport en het maakt niet uit of het op een besloten gebied is of op de openbare weg. Het verbod geldt niet voor topsporters.[92]

De maatregelen worden opgenomen in de Tijdelijke regeling maatregelen covid-19 en traden op 28 november 2021 om 05.00 in werking.
Op 28 november 2021 werd tevens bekendgemaakt dat Malawi ook werd aangewezen als land met een uitzonderlijk hoog risico. Dit besluit trad direct na bekendmaking in werking.

#### Maatregelen 14 december 2021
Op 14 december 2021 besloot het kabinet om basisscholen en scholen voor speciaal basisonderwijs, alsmede de buitenschoolse kinderopvang, vanaf 20 december 2021 te sluiten tot na de kerstvakantie.

#### Maatregelen 18 december 2021
Op 18 december 2021 werd wederom een lockdown afgekondigd, nadat de Omikron-variant zich zeer snel in Nederland bleek te verspreiden. De lockdown ging direct in en zou in elk geval tot en met vrijdag 14 januari 2022 duren. De maatregelen waren onder meer:
- Onderwijs en buitenschoolse opvang waren fysiek gesloten tot in elk geval 9 januari 2022. Dit betrof ook het voortgezet (speciaal) onderwijs, mbo, hogescholen en universiteiten.
- Alle horeca was gesloten. Bestellen en afhalen was wel mogelijk.
- Niet-essentiële winkels waren gesloten. Bestellen, afhalen en retourneren was wel mogelijk.
- Essentiële winkels waren open tot 20:00 uur.
- Uitgezonderde dienstverlening zoals apotheken en bibliotheken bleven geopend.
- Thuisbezoek maximaal 2 personen vanaf 13 jaar per dag; op kerstavond, eerste en tweede kerstdag en de jaarwisseling 4 personen.
- Maximale groepsgrootte buiten 2 personen vanaf 13 jaar (met uitzondering van personen op 1 adres); op kerstavond, eerste en tweede kerstdag en de jaarwisseling 4 personen.
- Alle binnensportlocaties werden gesloten.
- Evenementen waren verboden. Uitvaarten waren tot maximaal 100 gasten toegestaan.

Op 5 januari 2022 wees de voorzieningenrechter in de Rechtbank Den Haag een vordering tot schorsing van deze afgekondigde maatregelen af.
5.10. De voorzieningenrechter is dan ook van oordeel dat de Staat in redelijkheid heeft kunnen komen tot de beslissing om de lockdown van kracht te laten worden en deze vooralsnog te laten voortduren. Daarom bestaat geen aanleiding om de primair gevorderde voorziening te treffen. Dat geldt eveneens voor de subsidiair gevorderde voorziening, te meer nu de Staat in deze procedure heeft bevestigd de situatie voortdurend te monitoren en de geldende maatregelen steeds opnieuw te bezien.

### 2022

#### Maatregelen 3 januari 2022
Op 3 januari 2022 besloot het kabinet dat het primair en voortgezet onderwijs alsmede voortgezet (speciaal) onderwijs en buitenschoolse opvang met ingang van 10 januari weer open zou gaan. Op MBO, hogescholen en universiteiten bleef onderwijs online gegeven worden; een heroverweging hieromtrent zou op 14 januari plaatsvinden.

#### Maatregelen 14 januari 2022
Op 14 januari 2022 besloot het kabinet dat winkels, sportclubs en kappers met ingang van zaterdag 15 januari 2022 weer open konden, tot 17:00 uur (essentiële winkels tot 20:00 uur), met een verplichting tot het dragen van mondkapjes, de afstandsnorm, en een maximum aantal bezoekers (1 per 5 m²). Fysiek onderwijs in het middelbaar en hoger beroepsonderwijs was weer toegestaan. Het dragen van mondkapjes op plaatsen waar de 1,5 meter-regel niet mogelijk was, werd het dragen van een mondkapje (medisch of FFP2) aangeraden; stoffen en zelfgemaakte mondkapjes werden afgeraden. Horeca bleef (behalve voor afhalen) nog gesloten, evenals bioscopen, theaters en musea. Het ontvangen van bezoek thuis werd toegestaan tot 4 personen, 1 bezoek per dag. In diverse gemeenten gingen horeca-gelegenheden open uit protest tegen de gehandhaafde sluiting.

#### Maatregelen 25 januari 2022
Op 25 januari 2022 werden met ingang van 26 januari 2022 de maatregelen verder versoepeld. Horeca, winkels, bioscopen, theaters, musea, concertzalen, dierentuinen, pretparken, sauna's en wellnesscentra konden tussen 05:00 en 22:00 geopend zijn, onder voorwaarden (1,5 meter afstand, mondkapjesplicht en coronatoegangsbewijs). Voor doorstroomlocaties gold een maximum van 1 bezoeker per 5 m². Evenementen met een vaste zitplaats waren onder voorwaarden toegestaan; evenementen zonder vaste zitplaats waren nog niet toegestaan. De quarantaineregels in het onderwijs werden versoepeld. Deze regels zouden in ieder geval tot 8 maart 2022 gelden.

#### Maatregelen 15 februari 2022
Tijdens een persconferentie op dinsdag 15 februari werd aangekondigd dat Nederland de maatregelen stapsgewijs zou versoepelen.
Per direct mochten mensen weer een onbeperkt aantal bezoekers ontvangen. Ook werd het thuiswerkadvies bijgesteld naar een advies om de helft van de tijd thuis en de helft van de tijd op kantoor te werken.
Vanaf vrijdag 18 februari mogen de horeca en de cultuursector openblijven tot 01:00 's nachts, in plaats van 22:00 's avonds. Op plekken waar een coronatoegangsbewijs gevraagd wordt, hoeven geen mondkapjes meer gedragen te worden en hoeft geen afstand meer gehouden te worden. Dit geldt niet als het gaat om een plek met meer van vijfhonderd bezoekers. Vanaf deze dag verandert de minimale isolatieduur bij een coronabesmetting ook van zeven naar vijf dagen.
Per vrijdag 25 februari verdween de anderhalvemetersamenleving. Vanaf deze dag verdwenen ook de mondkapjes, behalve in het openbaar vervoer, op het vliegveld en in het vliegtuig. Het coronatoegangsbewijs verdwijnt ook, behalve op binnenevenementen met meer dan vijfhonderd personen; hier moet iedereen een negatief testbewijs tonen. De horeca en de cultuursector mogen weer onbeperkt openblijven.

#### Maatregelen 15 maart 2022
Op 15 maart 2022 werden verdere versoepelingen aangekondigd. De mondkapjesverplichting in het openbaar vervoer verviel per 23 maart 2022. Het thuiswerkadvies verviel. Vanaf 23 maart 2022 verviel het testen voor toegang voor grote nachtclubs en grote ongeplaceerde evenementen. Inreismaatregelen voor reizigers vanuit EU/Schengen-landen werden eveneens versoepeld. De basisregels bleven van kracht.
Maatregelen 1 april 2022
Op 1 april 2022 besloot het kabinet om per 11 april het grootschalig testen op corona voorlopig te beëindigen. Het advies werd om bij klachten enkel nog een zelftest te doen, en niet langer te testen bij de GGD. Men kon bij de GGD nog steeds terecht voor een coronatest om bijvoorbeeld een herstelbewijs te krijgen.
Maatregelen 19 april 2022
Op 19 april 2022 besloot het kabinet na een advies van het RIVM dat geen quarantaine meer nodig is na contact met iemand die corona heeft, wat daarvoor in sommige gevallen nog geadviseerd werd. Ook verviel het advies om bij drukte een mondkapje te dragen. De app CoronaMelder werd buiten werking gesteld en ook verviel het advies om een zelftest te doen na aankomst in Nederland.

### 2023
Op 10 maart besloot het kabinet na een advies van het OMT om alle corona-adviezen, zoals het testen bij klachten en in isolatie bij besmetting, te laten vervallen.

## Tijdelijke wetten

### Tijdelijke wet COVID-19 Justitie en Veiligheid
De Wet van 22 april 2020, houdende tijdelijke voorzieningen op het terrein van het Ministerie van Justitie en Veiligheid in verband met de uitbraak van COVID-19 (Tijdelijke wet COVID-19 Justitie en Veiligheid) regelt de tijdelijke buitenwerkingstelling van onder meer verplichtingen om fysiek samen te komen bij bepaalde formele vergaderingen en bij het verlijden van notariële aktes. Het alternatief is dan bijvoorbeeld videobellen tussen twee of meer personen.

### Verzamelspoedwet COVID-19
De Wet van 17 juni 2020, houdende regels over een tijdelijke voorziening voor de betekening van exploten op grond van het Wetboek van Burgerlijke Rechtsvordering en wijziging van de Loodsenwet, de Algemene wet inzake rijksbelastingen, de Invorderingswet 1990, de Algemene wet inkomensafhankelijke regelingen en de Luchtvaartwet BES in verband met de uitbraak van COVID-19 (Verzamelspoedwet COVID-19) wijzigt onder meer de belastingrente.

### Tweede Verzamelspoedwet COVID-19
Wet van 8 juli 2020, houdende tijdelijke voorzieningen op het terrein van het Ministerie van Onderwijs, Cultuur en Wetenschap en het Ministerie van Justitie en Veiligheid, en tot wijziging van enkele wetten op het terrein van het Ministerie van Onderwijs, Cultuur en Wetenschap, het Ministerie van Infrastructuur en Waterstaat, het Ministerie van Justitie en Veiligheid en het Ministerie van Volksgezondheid, Welzijn en Sport (Tweede Verzamelspoedwet COVID-19)

### Tijdelijke regeling maatregelen covid-19
Bijbehorend is er de Tijdelijke regeling maatregelen covid-19 (in eerste instantie een zoveel mogelijk beleidsneutrale vertaling van de maatregelen in de noodverordeningen die op het moment van invoering van de wet en regelingen, 1 december 2020, zouden worden ingetrokken).

### Tijdelijke wet verkiezingen covid-19
De Wet van 4 november 2020, houdende tijdelijke regels omtrent verkiezingen in verband met covid-19 (Tijdelijke wet verkiezingen covid-19) bepaalt tijdelijke regels op het terrein van verkiezingen om de volksgezondheid bij de organisatie en de uitvoering van verkiezingen te beschermen en een goed verloop van het verkiezingsproces te waarborgen. Bij het invoeren van deze wet is onder andere bepaald dat onder die wet een kiesgerechtigde ook aan de stemming kan deelnemen door op het briefstembiljet een stipje geplaatst vóór de kandidaat van zijn keuze in te kleuren, zonder dat die kleur is voorgeschreven. Voor het eerst sinds 1922 dat daarvoor niet het rode stempotlood hoeft te worden gebruikt.

### Tijdelijk besluit veilige afstand
Besluit van 13 november 2020, houdende vaststelling van de veilige afstand, bedoeld in artikel 58f, tweede lid, van de Wet publieke gezondheid (Tijdelijk besluit veilige afstand)

### Tijdelijke wet COVID-19 SZW en JenV
Wet van 25 november 2020 tot wijziging van enkele wetten op het terrein van het Ministerie van Sociale Zaken en Werkgelegenheid en het Ministerie van Justitie en Veiligheid en de introductie van bepalingen ter invoering van de tijdelijke mogelijkheid voor de rechter om de behandeling van faillissementsverzoeken aan te houden en andere verhaalsacties te schorsen en een schuldenaar een tijdelijk betalingsuitstel te verlenen in verband met de uitbraak van COVID-19 (Tijdelijke wet COVID-19 SZW en JenV)

### Besluit m.b.t. het vuurwerkverbod van 2020
Besluit van 10 december 2020 tot wijziging van het Vuurwerkbesluit in verband met een tijdelijk vuurwerkverbod vanwege COVID-19

### Tijdelijke wet beperking vertoeven in de openlucht covid-19
De Wet van 22 februari 2021, houdende wijziging van de Wet publieke gezondheid in verband met een tijdelijke bevoegdheid om het vertoeven in de openlucht te beperken teneinde de verspreiding van het SARSCoV-2-virus zoveel mogelijk te belemmeren (Tijdelijke wet beperking vertoeven in de openlucht covid-19) heeft een nieuwe grondslag gecreëerd voor de avondklok.

## Ministerie van Buitenlandse Zaken

#### Reisadviezen
Het Nederlandse ministerie van Buitenlandse Zaken paste de reisadviezen aan aan de coronacrisis. Zo werd in januari reizen naar de Chinese provincie Hubei waar Wuhan is gelegen afgeraden. Het negatieve reisadvies werd later uitgebreid naar heel China. In februari en maart werden daar onder meer (delen van) Italië, Spanje en Zuid-Korea aan toegevoegd. Op 13 maart 2020 werd het reisadvies voor alle landen aangepast naar oranje, waarbij niet-noodzakelijke reizen werden afgeraden. Richting de zomer van 2020 werden deze reisadviezen binnen Europa versoepeld naar geel, maar aan het eind van de zomer wederom oranje. Ditzelfde herhaalde zich in 2021, ditmaal ook met landen buiten Europa. In februari 2022 werd besloten dat de coronasituatie in een land niet langer doorslaggevend was voor het reisadvies, waardoor de meeste landen het reisadvies kregen van voor de pandemie.

#### Evacuaties en repatriëring
Sinds eind januari onderzocht het ministerie van Buitenlandse Zaken de mogelijkheden om een aantal Nederlanders uit de Chinese stad Wuhan terug te halen naar Nederland. Geen van de vijftien geëvacueerden die op 2 februari 2020 werden teruggehaald, was besmet met het virus.
Medio maart werd begonnen met het terughalen van zo'n 200.000 Nederlanders uit het buitenland. Op 25 maart hadden zich bij het Ministerie van Buitenlandse Zaken 15.000 Nederlanders gemeld die hulp nodig hadden om naar Nederland terug te kunnen reizen. Er gingen repatriëringsvluchten naar onder andere de Canarische Eilanden, Kaapverdië en Bali. De meeste gestrande Nederlanders zaten in Australië, Nieuw-Zeeland, Marokko en Indonesië.

## Religieuze uitzonderingen op coronamaatregelen
Toen de coronacrisis in Nederland uitbrak in maart 2020 koos het kabinet-Rutte III ervoor om bepaalde uitzonderingen te hanteren voor religieuze organisaties met betrekking tot de veiligheidsmaatregelen. Zo mochten er meer mensen aanwezig zijn bij religieuze diensten, bruiloften en uitvaarten dan bij niet-religieuze evenementen, die vaak zelfs afgelast werden vanwege de veiligheid. Onder meer het Humanistisch Verbond noemde deze beslissing discriminerend jegens ongelovigen en onverantwoordelijk voor de volksgezondheid. ‘Het coronavirus is voor iedereen even gevaarlijk, godsdienstig of niet-godsdienstig, en vraagt van iedereen dezelfde offers’, schreef het HV in een brief aan Minister Ferdinand Grapperhaus van Justitie en Veiligheid.
Op 30 september 2020, toen Nederland na een tijd van relatieve veiligheid een tweede besmettingsgolf was ingegaan, werden er opnieuw uitzonderingen gemaakt voor kerkgenootschappen die niet golden voor andere organisaties. Zo mochten kerken zonder reservering evenementen in binnenruimtes tot en met 100 aanwezigen organiseren en met reservering en gezondheidscheck zelfs een onbeperkt aantal mensen toelaten tot een kerkgebouw en hoefden daar geen gezichtsmaskers te dragen, terwijl er hooguit 30 aanwezigen mochten zijn bij binnenevenementen van andere organisaties, die bovendien verplicht maskers moesten dragen. Politici van allerlei landelijke partijen vonden de uitzonderingen niet te begrijpen of rechtvaardigen en verscheidene media waren uiterst kritisch, met name toen op 5 oktober bekend werd dat in het overwegend streng-gereformeerde dorp Staphorst wel 600 mensen tegelijk in kerkgebouwen aanwezig waren zonder maskers die samen zongen. Nadat grote publieke druk op minister Grapperhaus was uitgeoefend, ging hij de dag erna in overleg met kerkgenootschappen akkoord met het opheffen van enkele religieuze uitzonderingen op de coronamaatregelen: maximaal 30 aanwezigen per binnenevenement, niet zingen en de aanbeveling om kerkdiensten online te volgen. De uiteindelijke wettelijke bepaling zou kunnen worden vastgelegd in de Tijdelijke wet maatregelen covid-19 (zie boven), zonder inbreuk op de godsdienstvrijheid en zonder wijziging van de Grondwet. In de op 30 september 2020 voorgestelde tekst stond onder artikel 58g, tweede lid, onder c, een uitzondering voor religieuze en levensbeschouwelijke samenkomsten in het geval van een mogelijk groepsvormingsverbod; met name over deze bepaling (en de verhouding daarvan met betrekking tot de Wet openbare manifestaties (Wom)) hadden veel politieke partijen nog bedenkingen en bezwaren en het Humanistisch Verbond, dat op 13 juli Minister Hugo de Jonge van Volksgezondheid al opriep om 'geen status aparte voor religieuze en levensbeschouwelijke bijeenkomsten te creëren', pleitte voor het schrappen van 'c'.
Ondanks de uitzonderingen voor kerkdiensten, besloot de Nederlandse Bisschoppenconferentie alle kerstvieringen in rooms-katholieke kerken tijdens de kerstnacht van 2020 te schrappen.
In juli 2021 meldde NRC Handelsblad dat er sinds het begin van de lockdown tientallen nieuwe kerkgenootschappen waren opgericht om met een beroep op godsdienstvrijheid legaal te kunnen blijven samenkomen zonder de coronamaatregelen op te hoeven volgen (zoals maximaal 30 aanwezigen, 1,5 meter afstand houden, mondkapjes dragen, handen wassen en geen handen schudden). Sommige groepen beschouwden zichzelf niet daadwerkelijk als een ‘kerk’ of als ‘religieus’, maar gebruikten de wet als excuus om bijeenkomsten zonder veiligheidsmaatregelen te houden; op sommige van deze bijeenkomsten vonden dan ook tientallen coronabesmettingen plaats. Het Ministerie van Justitie verklaarde echter niet zomaar te kunnen ingrijpen ‘vanwege de scheiding tussen kerk en staat’; alleen de rechtsprekende macht zou mogen oordelen over wat wel en geen ‘religie’ is, al bestaat over de criteria nog weinig heldere jurisprudentie.

## Rapport Onderzoeksraad voor Veiligheid (deel 1)
Op 16 februari 2022 publiceerde de Onderzoeksraad voor Veiligheid een rapport omtrent crisisaanpak van de Nederlandse betrokken partijen, over de periode tot september 2020. De Onderzoeksraad concludeerde dat de betrokken partijen voorbereid op "kleinschalige en begrensde infectieziekte-uitbraken met (enkel) gevolgen voor de gezondheidszorg" maar dat de scenario's niet voorzagen in "een langdurige crisis met brede landelijke gevolgen". Omtrent diverse aspecten van het optreden van de overheid was het oordeel niet positief. De Onderzoeksraad deed een tiental aanbevelingen, onder meer berekking hebbend op de voorbereiding op maatschappij-ontwrichtende crises, improvisatievermogen, samenhang in overheidsoptreden, scheiding van rollen van deskundigen als adviseurs en bestuurders als besluitvormers, en anticipatie op een daling van het maatschappelijk draagvlak.

## Buitensporig politiegeweld
In maart 2022 schreef Nils Melzer in zijn hoedanigheid van Speciaal Rapporteur Mensenrechten een rapport over buitensporig politiegeweld bij betogingen tegen de Corona-maatregelen in Nederland. In februari 2024 werd bekend dat het Openbaar Ministerie twee agenten gaat vervolgen die worden verdacht van het niet-proportioneel toepassen van geweld tegen demonstranten tijdens een protest tegen de coronamaatregelen van de overheid in maart 2021. De zaak diende al eerder voor de Haagse rechtbank, maar na extra onderzoek moeten de agenten verschijnen voor de rechtbank Midden-Nederland.

## Tijdlijn
Tijdlijn van overheidsmaatregelen. Niet alle maatregelen zijn vastgelegd in wetten of koninklijke besluiten, sommige zijn slechts een dringend advies. Voor details zie de tekst van dit artikel.